# John Amoroso
John „Johnny“ Amoroso (* 1930 oder 1931; † 4. April 2019) war ein US-amerikanischer Jazzmusiker (Gesang, Trompete), der  in den frühen 1950er-Jahren als Crooner im Orchester von Tommy Dorsey populär war.

## Leben und Wirken
Amoroso wuchs in Yonkers auf, wo er öffentliche Schulen besuchte. Schon bald spielte er in verschiedenen lokalen und Territory Bands. Bei einem dieser Auftritte bekam Tommy Dorsey ihn zu hören und bat ihn, sich seiner Band als Sänger und Trompeter anzuschließen. Mit Dorseys Orchester war er ab 1950 als Vokalist in Balladen wie „Green Eyes“, „I Hadn’t Anyone till You“, „I'll Know“, „I’ve Forgotten You“, „No Other Love“, „Until Tonight“ und „Younger Than Springtime“ zu hören; ferner trat er mit der Dorsey-Band auch im US-Fernsehen in einer Honeymooners-Episode auf. Im Bereich des Jazz war er zwischen 1950 und 1954 an 20 Aufnahmesessions beteiligt.
Amorosos Mitgliedschaft in der Dorsey-Band wurde unterbrochen, als er zum Militärdienst einberufen wurde. Er diente als Fachdienstoffizier und spielte in Militärkapellen. Nach Ableistung seines Militärdienstes kehrte er für zwei weitere Jahre zur Dorsey-Band zurück. Ende der 1950er-Jahre war er Vokalist bei Tommy Tucker, Ralph Flanagan und Skitch Henderson; außerdem trat er regelmäßig in der ABC-TV-Show mit Sammy Kaye and His Orchestra auf. Unter eigenem Namen legte er das Album The Magnificant Trumpet (1969) vor.
In den folgenden Jahren arbeitete Amoroso in New Yorker Hotels, wie im Waldorf Astoria, im Plaza Hotel, in St. Regis und in vielen anderen exklusiven Veranstaltungsorten. U. a. war er (Begleit)musiker für Meyer Davis, Lester Lanin, Peter Duchin, Bill Harrington und Vincent Lopez. Für Ray Bloch war er auch als musikalischer Leiter auf Vertragsbasis tätig. In dieser Zeit wurde Amoroso ein Geschäftspartner der Agentur Musical Personalities. In seinen späteren Jahren trat er mit eigenem Ensemble in New York auf; ferner spielte er noch mit Benny Carter und mit Vince Giordano & The Nighthawks.